# Juramento de Eorl
El juramento de Eorl es la alianza jurada entre dos reinos de la Tierra Media: Gondor y Rohan. El juramento establece además que la provincia de Calenardhon se mantendrá bajo dominio de Rohan por siempre, siendo los límites de ese país establecidos.
También se acordó que en caso de necesidad, ambos reinos se ayudarían, la señal para esto sería la entrega de la flecha roja, que informaría de que la ayuda es necesitada con urgencia. Esta flecha fue llevada donde el rey Théoden por un mensajero de Gondor en El Señor de los Anillos cuando la ciudad de Minas Tirith estaba siendo sitiada por Sauron. Para una comunicación más ágil entre las naciones se usaron las Almenaras de Gondor, a encenderse en periodos de emergencia.

## El juramento
Allí en las alturas del Halifirien, Eorl dijo:

Escuchad ahora todos los pueblos que no os inclináis ante la Sombra del Este, por dádiva del Señor de Mundburgo, vendremos a habitar en la tierra que él llama Calenardhon y, por tanto, juro en mi propio nombre y en el de los Éothéod del Norte que entre nosotros y el Gran Pueblo del Oeste habrá eterna amistad: sus enemigos serán los nuestros, su necesidad será la nuestra, y cualesquiera males o amenazas o ataques que sufran, los ayudaremos con el máximo de nuestras fuerzas. Este juramento será vinculante para mis herederos, tantos como me sigan en esta nuestra nueva tierra: que lo mantengan sin quebrantarlo, no sea que la Sombra los cubra y sean maldecidos.
— Tolkien, 1998, «De Cirion y Eorl».

Y Cirion puso la mano sobre la tumba de Elendil y levantando el bastón de mando, respondió:

Este juramento se mantendrá en memoria de la gloria de la Tierra de la Estrella y de la fe de Elendil el Fiel, en custodia de aquellos que se sienten en los tronos del Oeste y de Aquel que está para siempre por encima de todos los tronos.
— Tolkien, 1998, «De Cirion y Eorl».